# Zentropa
Zentropa (również Zentropa Entertainments, Zentropa Films i Zentropa Productions) – duńska wytwórnia filmowa założona w 1992 roku przez reżysera Larsa von Triera i producenta Petera Aalbæka Jensena.
Wyprodukowała ponad 70 filmów fabularnych i jest jedną z największych wytwórń filmowych w Skandynawii. Jest właścicielką 10 spółek zależnych: EF Rental, Electric Parc, Puzzy Power, Trust Film Sales, Zentropa Real, Zentropa Interaction, Zentropa Rekorder, Zentropa Klippegangen, Zentropa International Köln GmbH i Zentropa International Poland.

## Kultura pracy
W 2013 roku dziennikarka „The New Yorkera” Anne Mette Lundtofte w książce Zentropa ujawniła toksyczne warunki pracy wewnątrz Zentropy, opisując przypadki molestowania seksualnego pracownic wytwórni przez Jensena. Jensen zbył przekaz Lundtofte jako przejaw „politycznej poprawności”, w 2017 roku jednak pod presją kolejnych relacji dziennikarskich wycofał się z zarządzania wytwórnią.